# Mario Luis Durán Berríos
Mario Luis Durán Berríos (* 11. November 1964 in Tupiza, Bolivien) ist ein bolivianischer römisch-katholischer Geistlicher und Weihbischof in La Paz.

## Leben
Mario Luis Durán Berríos besuchte das Colegio Nacional Mixto in seiner Heimatstadt und trat anschließend in das Priesterseminar des Erzbistums Sucre ein, an dem er von 1990 bis 1991 das Propädeutikum absolvierte. Er studierte Philosophie und katholische Theologie am Priesterseminar des Erzbistums La Paz, für das er am 12. Dezember 2000 das Sakrament der Priesterweihe empfing.
Neben verschiedenen Aufgaben in der Pfarrseelsorge war er von 2006 bis 2010 Regens des Priesterseminars des Erzbistums. Zuletzt war er ab 2020 Pfarrer der Pfarrei Santo Domingo in La Paz.
Papst Franziskus ernannte ihn am 22. Februar 2022 zum Titularbischof von Lambiridi und zum Weihbischof in La Paz. Der Erzbischof von La Paz, Percy Lorenzo Galván Flores, spendete ihm und den mit ihm ernannten Weihbischöfen Basilio Mamani Quispe und Pedro Luis Fuentes Valencia am 5. Mai desselben Jahres in der Kathedrale von La Paz die Bischofsweihe. Mitkonsekratoren waren der Apostolische Nuntius in Bolivien, Erzbischof Angelo Accattino, und der emeritierte Erzbischof von La Paz, Edmundo Luis Flavio Abastoflor Montero.